# Kamniška Bistrica, Kamnik
Kamniška Bistrica este o localitate din comuna Kamnik, Slovenia, cu o populație de 18 locuitori.